# Джеймс Маршъл
Джеймс Маршъл (на английски: James Marshall) (роден на 2 януари 1967 г.) е американски актьор. Познат е с ролята си на Джеймс Хърли в сериала „Туин Пийкс“ и филма „Туин Пийкс: Огън, следвай ме“, както и с тази на редник Лаудън Дауни във филма „Доблестни мъже“.